# Dendrobium schulleri
Dendrobium schulleri är en orkidéart som beskrevs av Johannes Jacobus Smith. Dendrobium schulleri ingår i släktet Dendrobium, och familjen orkidéer. Inga underarter finns listade i Catalogue of Life.